# Lithophane pacifica
Lithophane pacifica là một loài bướm đêm trong họ Noctuidae.